# بيبرنتاسفير
بيبرنتاسفير هو مضاد فيروسي.
في الولايات المتحدة والاتحاد الأوروبي، أقر بيبرنتاسفير في دواء مركب مع غليكابريفير في دواء اسمه مافيريت (في الوايات المتحدة اسمه Mavyret  وفي الاتحاد الأوروبي اسمه Maviret) لعلاج التهاب الكبد الفيروسي ج، والذي تسوقه شركة أب في.